# سلسلة الذهب

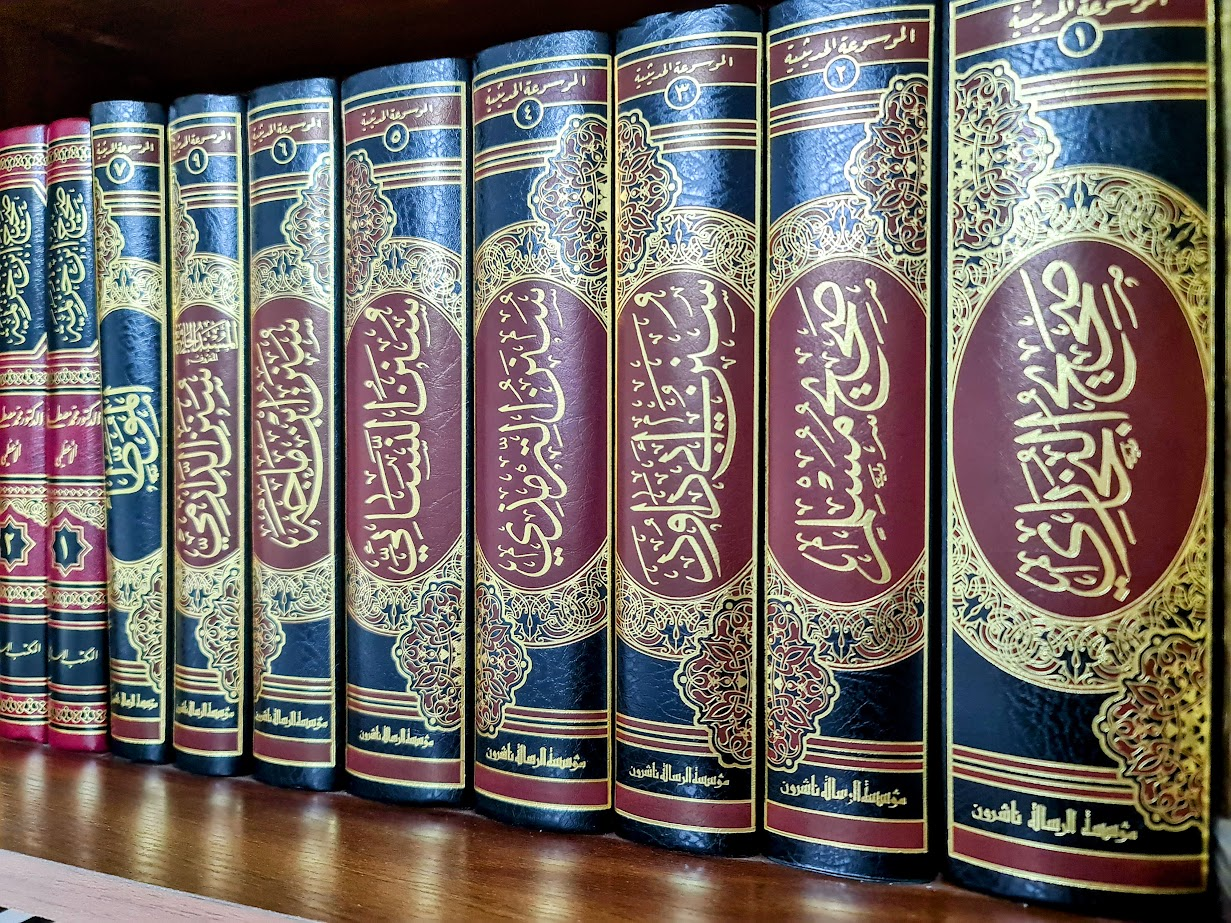
كتب الأحاديث النبوية

سلسلة الذهب يقصد بها في علم مصطلح الحديث «أصح الأسانيد على الإطلاق» بمعنى أصح وأوثق إسناد في كتب السنة جميعاً وقد اختلف العلماء أي الأسانيد أصح على أراء منها :

## رأيالإمام البخاري
أصح إسناد لدى الإمام البخاري (مالك ) ابن أنس عن (نافع) مولى ابن عمر عن (ابن عمر) وإليه يميل الإمام العراقي وبنى عليه بعضهم فقال (الشافعي) عن (مالك) عن (نافع) عن (ابن عمر).

## رأيالإمام أحمد بن حنبل
يرى الإمام أحمد بن حنبل أن أصح الأسانيد مارواه (الزهري) محمد بن مسلم بن شهاب عن (سالم) بن عبد الله بن عمر عن (ابن عمر).

## رأيابن معين
يرى الإمام يحي ابن معين أن أصح الأسانيد هي سليمان (الأعمش) عن (إبراهيم) بن يزيد النخعي عن(علقمة) بن قيس عن (عبد الله بن مسعود).